# Клубний чемпіонат світу з волейболу серед жінок 2011
П'ятий клубний чемпіонат світу з волейболу серед жінок проходив з 8 по 14 жовтня 2011 року в Досі (Катар). У турнірі брали участь шість команд. Чемпіоном став бакинський клуб «Рабіта».
За виграші з рахунком 3:0 і 3:1 переможцям нараховували три очки, а за виграш 3:2 — два очки. При поразці з рахунком 2:3 слабша команда отримувала оне очко.

## Учасники
| Команда                   | Кваліфікований як                       |
| ------------------------- | --------------------------------------- |
| «Кенія Прізенс»           | Чемпіон Африки 2011 року                |
| «Чанг» (Бангкок)          | Чемпіон Азії 2011 року                  |
| «Мірадор» (Санто-Домінго) | Представник NORCECA                     |
| «Озаску»                  | Чемпіон Південної Америки 2011 року     |
| Вакифбанк (Стамбул)       | Переможець Ліги чемпіонів ЄКВ 2011 року |
| «Рабіта» (Баку)           | Фіналіст Ліги чемпіонів ЄКВ 2011 року   |

## Група А
| Дата      | Час   |                       | Рахунок |                           | Сет 1 | Сет 2 | Сет 3 | Сет 4 | Сет 5 | Всього  | Звіт  |
| --------- | ----- | --------------------- | ------- | ------------------------- | ----- | ----- | ----- | ----- | ----- | ------- | ----- |
| 8 жовтня  | 15:00 | «Вакифбанк» (Стамбул) | 3–0     | «Мірадор» (Санто-Домінго) | 25–13 | 25–19 | 25–14 |       |       | 75–46   | P2 P3 |
| 10 жовтня | 10:00 | «Кенія Прізенс»       | 2–3     | «Мірадор» (Санто-Домінго) | 25–20 | 25–20 | 20–25 | 24–26 | 7–15  | 101–106 | P2 P3 |
| 12 жовтня | 17:00 | «Вакифбанк» (Стамбул) | 3–0     | «Кенія Прізенс»           | 25–13 | 25–17 | 25–10 |       |       | 75–40   | P2 P3 |

## Група В
| Дата      | Час   |                 | Рахунок |                  | Сет 1 | Сет 2 | Сет 3 | Сет 4 | Сет 5 | Всього | Звіт  |
| --------- | ----- | --------------- | ------- | ---------------- | ----- | ----- | ----- | ----- | ----- | ------ | ----- |
| 09 жовтня | 10:00 | «Озаску»        | 3–1     | «Чанг» (Бангкок) | 25–17 | 25–21 | 24–26 | 26–24 |       | 100–88 | P2 P3 |
| 11 жовтня | 15:00 | «Рабіта» (Баку) | 3–1     | «Чанг» (Бангкок) | 25–19 | 21–25 | 25–15 | 25–17 |       | 96–76  | P2 P3 |
| 12 жовтня | 15:00 | «Озаску»        | 2–3     | «Рабіта» (Баку)  | 12–25 | 25–23 | 18–25 | 25–23 | 6–15  | 86–111 | P2 P3 |

## Плейоф
|  | Півфінали                 | Півфінали        |   |                  | Фінал                     | Фінал |  |
|  |                           |                  |   |                  |                           |       |  |
|  | 13 жовтня – Доха          |                  |   |                  |                           |       |  |
|  | «Вакифбанк» (Стамбул)     | 3                |   |                  |                           |       |  |
|  | «Озаску»                  | 0                |   |                  |                           |       |  |
|  |                           |                  |   |                  |                           |       |  |
|  |                           |                  |   |                  | 14 жовтня — Доха          |       |  |
|  |                           |                  |   |                  | «Вакифбанк» (Стамбул)     | 0     |  |
|  |                           | «Рабіта» (Баку)  | 3 |                  |                           |       |  |
|  |                           |                  |   |                  |                           |       |  |
|  |                           |                  |   |                  |                           |       |  |
|  |                           |                  |   |                  | Матч за третє місце       |       |  |
|  | 13 жовтня — Доха          | 13 жовтня — Доха |   | 14 жовтня — Доха | 14 жовтня — Доха          |       |  |
|  | «Рабіта» (Баку)           | 3                |   | «Озаску»         | 3                         |       |  |
|  | «Мірадор» (Санто-Домінго) | 0                |   |                  | «Мірадор» (Санто-Домінго) | 0     |  |

## Півфінал
| Дата   | Час   |                       | Рахунок |                           | Сет 1 | Сет 2 | Сет 3 | Сет 4 | Сет 5 | Всього | Звіт  |
| ------ | ----- | --------------------- | ------- | ------------------------- | ----- | ----- | ----- | ----- | ----- | ------ | ----- |
| Oct 13 | 10:00 | «Вакифбанк» (Стамбул) | 3–0     | «Озаску»                  | 25–19 | 25–21 | 25–19 |       |       | 75–59  | P2 P3 |
| Oct 13 | 17:00 | «Рабіта» (Баку)       | 3–0     | «Мірадор» (Санто-Домінго) | 25–15 | 25–15 | 25–8  |       |       | 75–38  | P2 P3 |

## Матч за третє місце
| Дата   | Час   |          | Рахунок |                           | Сет 1 | Сет 2 | Сет 3 | Сет 4 | Сет 5 | Всього | Звіт  |
| ------ | ----- | -------- | ------- | ------------------------- | ----- | ----- | ----- | ----- | ----- | ------ | ----- |
| Oct 14 | 10:00 | «Озаску» | 3–0     | «Мірадор» (Санто-Домінго) | 25–9  | 25–13 | 25–8  |       |       | 75–30  | P2 P3 |

## Фінал
| Дата   | Час   |                       | Рахунок |                 | Сет 1 | Сет 2 | Сет 3 | Сет 4 | Сет 5 | Всього | Звіт  |
| ------ | ----- | --------------------- | ------- | --------------- | ----- | ----- | ----- | ----- | ----- | ------ | ----- |
| Oct 14 | 17:00 | «Вакифбанк» (Стамбул) | 0–3     | «Рабіта» (Баку) | 15–25 | 18–25 | 9–25  |       |       | 42–75  | P2 P3 |

| 2                | Туреччина         | Гезде Кірдар ()      | 3  |
| 3                | Туреччина         | Гізем Гурешен (л)    |    |
| 7                | Польща            | Малгожата Глінка     | 10 |
| 9                | Туреччина         | Озге Кірдар          | 4  |
| 11               | Туреччина         | Бахар Токсой         | 10 |
| 12               | Сербія            | Єлена Ніколич        | 5  |
| 13               | Німеччина         | Крістіана Фюрст      | 6  |
| Заміни:          |                   |                      |    |
| 4                | Туреччина         | Нілай Оздемір        |    |
| 6                | Україна           | Олена Устименко      |    |
| 10               | Туреччина         | Гульденіз Онал       |    |
| Резерв:          |                   |                      |    |
| 1                | Туреччина         | Сонгул Гурсойтрак    |    |
| 8                | Туреччина         | Айше Меліс Гуркайнак |    |
| Головний тренер: |                   |                      |    |
|                  | Джованні Гвідетті |                      |    |

| 5                | Сербія      | Наташа Крсманович    | 7  |
| 8                | Сербія      | Сильвія Попович (л)  |    |
| 9                | Азербайджан | Наталія Маммадова () | 12 |
| 12               | Сербія      | Міра Голубович       | 6  |
| 13               | Хорватія    | Наташа Осмокрович    | 16 |
| 15               | Сербія      | Саня Старович        | 7  |
| 17               | Україна     | Ірина Жукова         | 4  |
| Резерв:          |             |                      |    |
| 1                | Болгарія    | Добриана Рабаджиєва  |    |
| 2                | Азербайджан | Мадіна Алієва        |    |
| 6                | Сербія      | Ясна Майстрович      |    |
| 11               | Туреччина   | Пелин Челик          |    |
| 14               | Німеччина   | Каті Радзувайт       |    |
| Головний тренер: |             |                      |    |
|                  | Зоран Гаїч  |                      |    |

## Підсумок
| Rank | Team                      |
| ---- | ------------------------- |
| 1    | «Рабіта» (Баку)           |
| 2    | «Вакифбанк» (Стамбул)     |
| 3    | «Озаску»                  |
| 4    | «Мірадор» (Санто-Домінго) |
| 5    | «Чанг» (Бангкок)          |
| 5    | «Кенія Прізенс»           |

| Нагорода               | Волейболістка                       |
| ---------------------- | ----------------------------------- |
| MVP                    | Наташа Осмокрович («Рабіта» Баку)   |
| Кращий бомбардир       | Наташа Осмокрович («Рабіта» Баку)   |
| Найкращий колосок      | Наташа Осмокрович («Рабіта» Баку)   |
| Найкращий блокувальник | Аденізія да Сілва («Озаску»)        |
| Найкращий сервер       | Бахар Токсой («Вакифбанк» Стамбул)  |
| Кращий пасуючий        | Ірина Жукова («Рабіта» Баку)        |
| Кращий приймач         | Наташа Осмокрович («Рабіта» Баку)   |
| Кращий ліберо          | Гізем Гюрешен («Вакифбанк» Стамбул) |